# 喀里多尼亞 (印地安納州)
喀里多尼亞（英語：Caledonia）是位於美國印地安納州沙利文縣的一個鬼鎮。

## 地理
喀里多尼亞所處的海拔為高於海平面153米（即502英呎），而該地所採用的時區為UTC-5，即北美東部時區（EST）。同時該地設有夏令時間，為UTC-5調快一小時，即UTC-4（EDT）。